# Halterofilismo nos Jogos Paralímpicos de Verão de 2012 - Até 52 kg masculino
A disputa da categoria até 52 kg masculino foi realizada no dia 31 de agosto no Complexo ExCel, em Londres.

## Medalhistas
| Ouro   | CHN Feng Qi             |
| Prata  | NGR Ikechukwu Obichukwu |
| Bronze | RUS Vladimir Krivulya   |

## Formato de competição
Os atletas foram divididos em dois grupos. Os atletas do grupo A, favoritos a medalha, competem depois dos atletas do grupo B. Cada atleta tem 3 tentativas para efetuar um movimento válido. Uma quarta tentativa será permitida apenas se o atleta tiver a intenção de quebrar um recorde mundial ou paralímpico, no entanto, essa quarta tentativa não contará para o resultado final. Se houver empate entre dois ou mais atletas, prevalecerá aquele que tiver a menor massa corporal.

## Recordes
| Recorde mundial     | 191,0 kg | EGY Sherif Othman  | Dubai, Emirados Árabes Unidos | 28 de março de 2010   |
| Recorde paralímpico | 190,0 kg | KOR Keum Jung-Jong | Sydney, Austrália             | 24 de outubro de 2000 |

Nenhum recorde foi quebrado nesta competição.

## Resultados
| Pos.   | Atleta                  | Grupo | Massa corporal (kg) | Tentativas (kg) | Tentativas (kg) | Tentativas (kg) | Tentativas (kg) | Resultado (kg) |
| Pos.   | Atleta                  | Grupo | Massa corporal (kg) | 1               | 2               | 3               | 4               | Resultado (kg) |
| ------ | ----------------------- | ----- | ------------------- | --------------- | --------------- | --------------- | --------------- | -------------- |
| Ouro   | CHN Feng Qi             | A     | 51,93               | 169,0           | 175,0           | 176,0           | –               | 176,0          |
| Prata  | NGR Ikechukwu Obichukwu | A     | 51,17               | 171,0           | 174,0           | 175,0           | –               | 175,0          |
| Bronze | RUS Vladimir Krivulya   | A     | 51,52               | 166,0           | 169,0           | 175,0           | –               | 175,0          |
| 4      | VIE Nguyễn Bình An      | A     | 51,14               | 163,0           | 168,0           | 169,0           | –               | 163,0          |
| 5      | CIV Alidou Diamoutene   | A     | 51,55               | 160,0           | 160,0           | 165,0           | –               | 160,0          |
| 6      | IRQ Hussein Juboori     | A     | 51,61               | 160,0           | 165,0           | 170,0           | –               | 160,0          |
| 7      | THA Choochat Sukjarern  | B     | 51,36               | 152,0           | 152,0           | 157,0           | –               | 152,0          |
| 8      | TKM Mekan Agalikov      | B     | 50,75               | 150,0           | 150,0           | 150,0           | –               | 150,0          |
| 9      | CUB César Rubio Guerra  | B     | 50,93               | 143,0           | 148,0           | 148,0           | –               | 143,0          |
| 10     | KGZ Esen Kaliev         | B     | 51,64               | 140,0           | 141,0           | 152,0           | –               | 141,0          |
| —      | PHI Agustin Kitan       | B     | 51,81               | 148,0           | 148,0           | 148,0           | –               | —              |

Legenda
| Recorde mundial      | Recorde mundial (World record)               |                       | Recorde africano                      | Recorde africano (African) |                                           | Q | Classificado por posição (Qualified) |
| Recorde paralímpico  | Recorde paralímpico (Paralympic record)      | Recorde da América    | Recorde da América (Americas)         | q                          | Classificado por melhor tempo (Qualified) |   |                                      |
| Melhor marca do ano  | Melhor marca do ano (World leading)          | Recorde asiático      | Recorde asiático (Asian)              | DNS                        | Não largou (Did not start)                |   |                                      |
| Recorde nacional     | Recorde nacional (National record)           | Recorde europeu       | Recorde europeu (European)            | DNF                        | Não terminou (Did not finish)             |   |                                      |
| Recorde pessoal      | Recorde pessoal do atleta (Personal best)    | Recorde da Oceania    | Recorde da Oceania (Oceania)          | DSQ / DQ                   | Desclassificado (Disqualified)            |   |                                      |
| Recorde da temporada | Recorde da temporada do atleta (Season best) | Recorde sul-americano | Recorde sul-americano (South America) | NM                         | Sem marca (No mark)                       |   |                                      |